# Waldbreitbach
Waldbreitbach település Németországban, Rajna-vidék-Pfalz tartományban. Lakosainak száma 1887 fő (2023. december 31.). Waldbreitbach Roßbach (Wied) és Hausen községekkel határos.

## Népesség
A település népességének változása:
| Lakosok száma | 2038 | 1826 | 1838 | 1889 | 1913 | 1887 |
|               | 1975 | 2017 | 2019 | 2021 | 2022 | 2023 |